# A933 road
Die A933 road ist eine A-Straße in der schottischen Council Area Angus.

## Verlauf
Die Straße beginnt als Abzweigung von der A935 (Brechin–Montrose) im Südosten von Brechin. Sie quert den South Esk auf der einspurigen Brechin Bridge, welche als Baudenkmal der höchsten Denkmalkategorie A klassifiziert ist. Das Bruchsteinbauwerk stammt wahrscheinlich teilweise noch aus dem frühen 13. Jahrhundert.
Die A933 führt in südlicher Richtung. Sieben Kilometer jenseits der Esk-Querung münden die aus Montrose kommende A934 und die aus Forfar kommende B9113 ein. Die Straße bindet den Weiler Glasterlaw an, quert den Oberlauf des Lunan Water und erreicht schließlich den Westrand von Friockheim. Dort münden die A932 (Forfar–Friockheim) sowie die B965 (Friockheim–Inverkeilor) ein. Den Weiler Colliston durchquerend erreicht die A933 schließlich Arbroath. Dort mündet sie nach einer Gesamtstrecke von 22,3 km im Stadtzentrum an einen Kreisverkehr in die A92 (Dunfermline–Stonehaven) ein.